# Omega (computerspel uit 1989)
Omega  is een videospel voor verschillende platforms. Het spel werd uitgebracht in 1988. 
Het doel van het spel is met een beperkt budget een tank te ontwerpen om tegenstanders te verslaan. Als de speler hierin slaagt krijgt deze een groter budget. Het vechten speelt nauwelijks een rol in het spel het gaat met name om het ontwerpen. De speler kan kunstmatige intelligentie toevoegen aan de tank middels een scripteditor. Ook is het mogelijk verschillende tanks in een groep met elkaar te laten communiceren.

## Ontvangst
| Beoordeeld door             | Jaar | Platform     | Score |
| --------------------------- | ---- | ------------ | ----- |
| The Games Machine (UK)      | 1989 | Commodore 64 | 89%   |
| Amiga Joker                 | 1990 | Amiga        | 81%   |
| Power Play                  | 1989 | DOS          | 78%   |
| Power Play                  | 1990 | Atari ST     | 78%   |
| Power Play                  | 1990 | Amiga        | 78%   |
| Computer Gaming World (CGW) | 1992 | Commodore 64 | 40%   |
| Computer Gaming World (CGW) | 1992 | Atari ST     | 40%   |
| Computer Gaming World (CGW) | 1992 | Macintosh    | 40%   |
| Computer Gaming World (CGW) | 1992 | Apple II     | 40%   |
| Computer Gaming World (CGW) | 1992 | DOS          | 40%   |